# Jüdische Elementarschule (Fellheim)

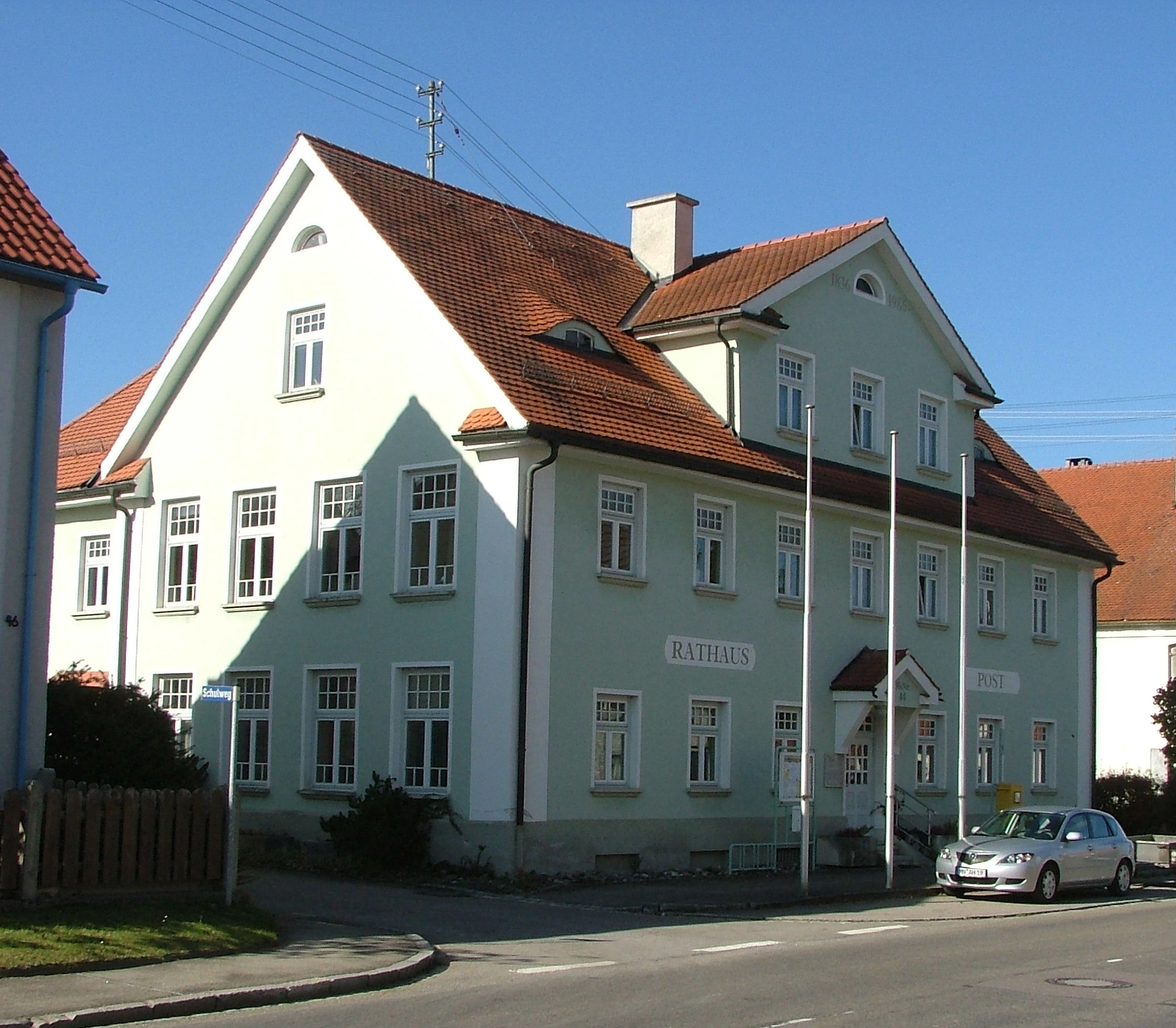
Das frühere Schulgebäude und heutige Rathaus im Jahr 2012

Die Jüdische Elementarschule war eine Elementarschule der jüdischen Gemeinde in Fellheim, einer Gemeinde im schwäbischen Landkreis Unterallgäu in Bayern. Während bereits für 1796 eine Schule erwähnt wurde, wurde das 1836 erbaute Gebäude zunächst als jüdische Elementarschule und ab 1911 als Schulhaus für alle Grundschüler der Gemeinde genutzt. Heute ist es das Rathaus der Gemeinde Fellheim.

## Geschichte
Bereits 1796 wird von einem jüdischen Unterricht in Fellheim berichtet. In den 1830er-Jahren entstand die jüdische Siedlung Fellheim und mit ihr das Schulgebäude, welches ab 1836 genutzt wurde.
Die erste Ausschreibung der Lehrerstelle an der jüdischen Volks-Schule Fellheim vom 24. Februar 1828, von der Königlichen Regierung mit einem jährlichen „Geld-Gehalt von 300 fl.“ versehen, wurde im Intelligenzblatt des Königlich-Bayerischen Oberdonaukreises veröffentlicht. Eine weitere Ausschreibung vom 14. Januar 1874 erschien in der Allgemeinen Zeitung des Judentums. Mit der Lehrerstelle war nun auch der Vorsänger- und Schächterdienst verbunden, das Lehrergehalt nebst freier Wohnung betrug 550 fl., an Nebeneinkünften durch Schächtergebühren seien etwa 150 fl. zu erwarten.
Nachdem seit der Mitte des 19. Jahrhunderts immer mehr Juden von Fellheim in größere Städte abgewandert waren, musste die Schule im Jahr 1910 schließen. Die wenigen noch verbliebenen jüdischen Kinder wurden in der christlichen Volksschule unterrichtet. Der Religionsunterricht wurde von einem jüdischen Religionslehrer aus Memmingen abgehalten.
In dem Gebäude der ehemaligen jüdischen Elementarschule war zwischen 1911 und 1983 die Gemeindeschule untergebracht. Heute wird es als Rathaus der Gemeinde Fellheim genutzt.

## Gebäude

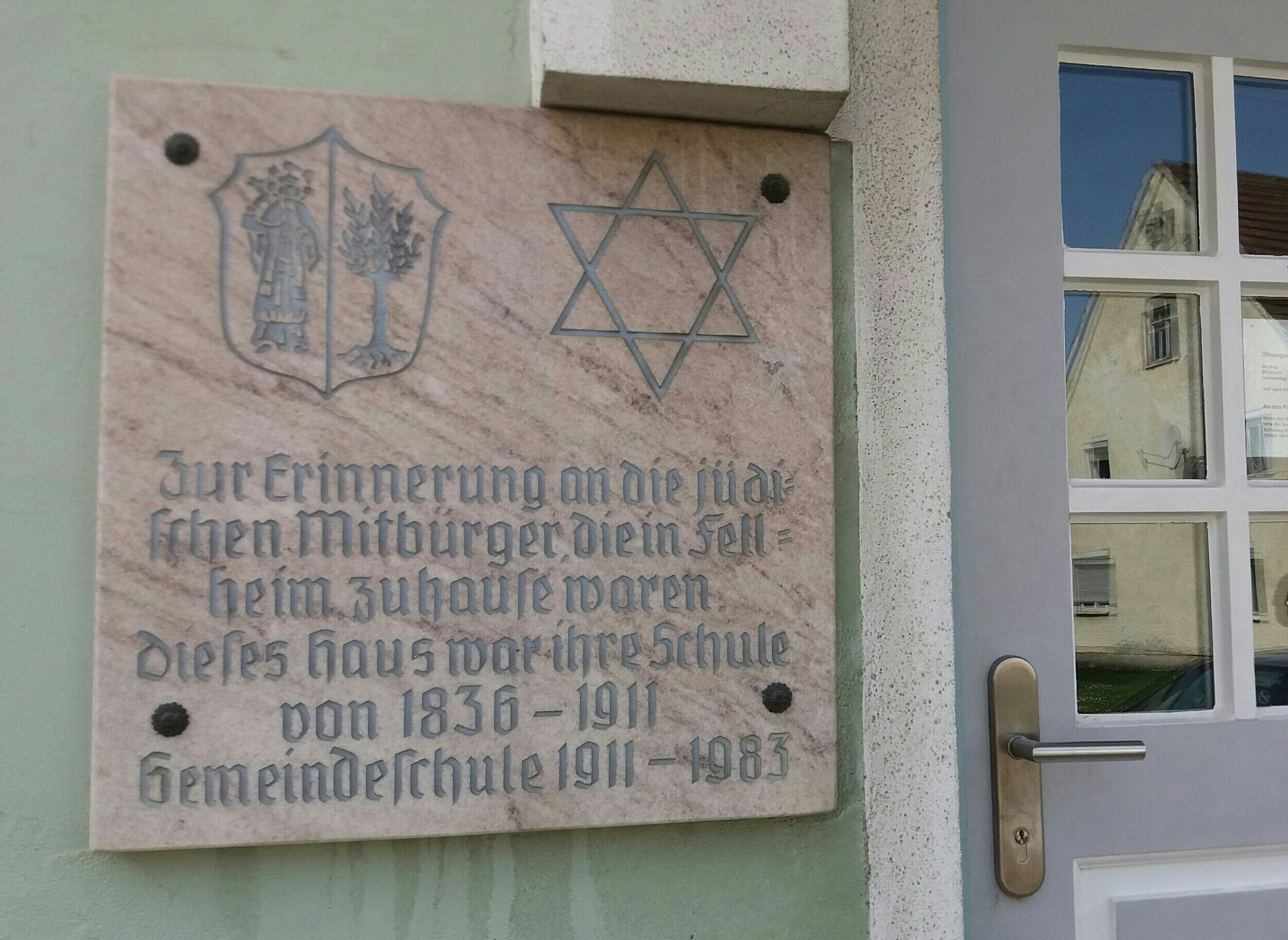
Gedenktafel an der ehemaligen jüdischen Elementarschule (jetzt
Rathaus der Gemeinde Fellheim)

Das 1836 in Betrieb genommene ehemalige Schulhaus in der Memminger Straße 44 ist Teil des unter Ensembleschutz stehenden Ensembles „Ehemalige jüdische Siedlung“, das unter dem Aktenzeichen E-7-78-139-1 in der Denkmalliste des Bayerischen Landesamtes für Denkmalpflege enthalten ist.
Am 6. November 1988 wurde am Rathaus durch den Ortspfarrer Albert Mahl eine Gedenktafel aus Marmor zur Erinnerung an die jüdische Gemeinde von Fellheim angebracht.
Sie trägt die Inschrift: „Zur Erinnerung an die jüdischen Mitbürger, die in Fellheim zuhause waren. Dieses Haus war ihre Schule von 1836–1911. Gemeindeschule 1911 – 1983“.